# 1965
1965 (MCMLXV) var ett normalår som började en fredag i den gregorianska kalendern.

## Händelser

### Januari

Gambia självständigt.

- 1 januari – Det svenska polisväsendet förstatligas för att få en effektivare organisation [1], och Sverige indelas i 119 polisdistrikt (mot tidigare 554). Rikspolisstyrelsen blir central myndighet för polisen och leds av rikspolischefen. Härvid försvinner sabeln från polisens mundering och ersätts helt av batongen.
- 3 januari – Statsminister Tage Erlander anländer till Rabat i Marocko för ett veckolångt besök.[2]
- 4 januari – Blixten slår ner i en kyrkspira i Sundbyberg, samtidigt som häftiga snöfall förekommer i Stockholmstrakten.[2]
- 13 januari – Svenska forskare varnar för att vilt som fasaner och rapphöns innehåller stora mängder kvicksilver [3].
- 18 januari
  - Gambia blir självständig stat [4].
  - Aktiebörsen i Sverige präglas av en våldsam köprush med en omsättning som är den högsta sedan 1938.[2]
- 30 januari – En statsbegravning för Winston Churchill hålls.[5]

### Februari
- 1 februari
  - Martin Luther King är bland de 800 personer som arresteras i Selma, Alabama, vid en fredlig rösträttsdemonstration.[2]
  - Full hausse råder ånyo på börsen i Stockholm med en omsättning på 7,8 MSEK, vilket är den högsta omsättningen sedan 10 april 1930.[2]
  - Olof Lagercrantz och färöingen William Heinesen tilldelas Nordiska rådets litteraturpris.[2]
- 3 februari – Den första svenska provsändningen i färg.
- 6 februari – 87 personer omkommer då ett chilenskt trafikflygplan störtar nära Santiago de Chile, Chile [6].
- 7 februari – USA trappar upp Indokinakonflikten med bombanfall mot FNL-rörelsens försörjningslinjer [1] i Nordvietnam och Laos då FNL anfallit amerikanska soldater i Sydvietnam [7].
- 8 februari
  - Den danska föreningen Sporvejshistorisk Selskab grundas [8].
  - 84 personer omkommer, då ett amerikanskt passagerarflygplan exploderar efter start från JFK Airport i New York.
  - Ett SAS-plan med 88 personer ombord kraschlandar efter starten på Teneriffa. Planet fattar eld men samtliga ombordvarande kan räddas.[2]
- 17 februari
  - Myndighetsåldern för svensk statschef höjs från 21 till 25 år.
  - Den svenska rösträttsåldern sänks från 21 till 20 år [9].
  - Den svenske FN-ambassadören Sverker Åström räddar FN från den sammandrabbning som synts oundviklig mellan USA och Sovjet på grund av ett albanskt omröstningskrav.[2]
- 20 februari – 10 personer omkommer då ett snälltåg vid järnvägsolyckan i Skultorp 1965 kör in i ett stillastående persontåg i Skultorp, Sverige [6].
- 26 februari – Den svenska regeringen beslutar att inte åtala kvinnor som har rest till Polen för att göra abort [9].
- 28 februari – Vid en brand i östra Jönköping, Sverige brinner det så kallade Stadshuset från 1788 ner.[10]

### Mars
- 2 mars – 14 svenska skolungdomar på vintersportlov i Österrike omkommer då bussen de färdas i sveps med i en lavin.[2][11].
- 8 mars

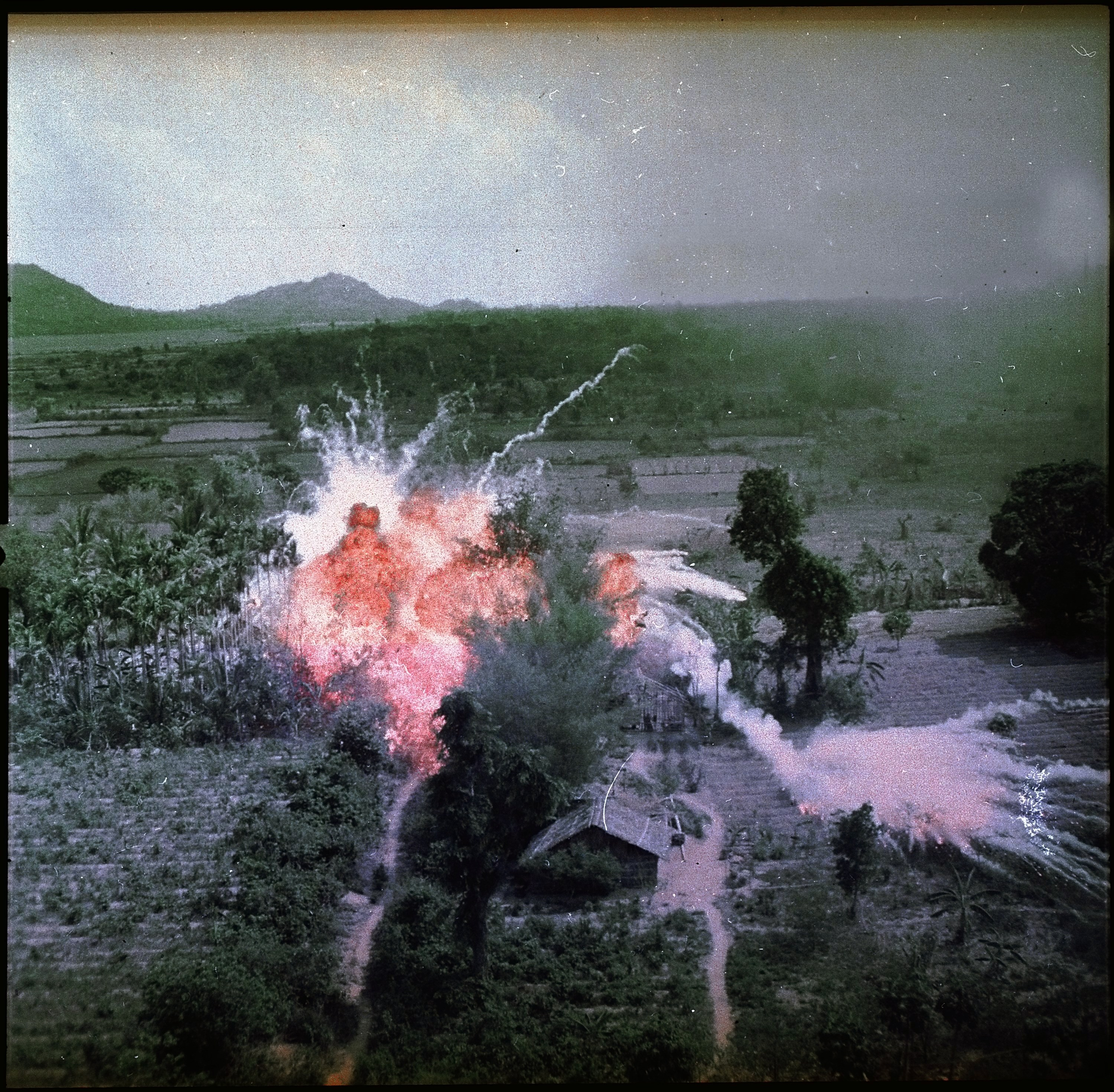
Napalm används i Vietnamkriget

- - De första trupperna från USA anländer till Vietnam.
  - 20 374 ungdomar skriver vårens studentsvenska.[2]
- 15 mars – Justitiekanslern i Sverige beslutar att inte åtala antologin Kärlek I med pornografiska noveller av litterärt erkända författare [9].

### April
- 1 april
  - Det engelska rockbandet Rolling Stones väcker hysteri då man ger konsert i Stockholm [9] i Kungliga Tennishallen, som är fullpackad [3].
  - Den internationella TV-konferensen i Wien kan inte enas om samma färg-TV-system för Europa.[2]
- 13 april – En tornado i mellanvästra USA vållar skador för 300 miljoner US-dollar [12].
- 29 april – USA skickar soldater till Dominikanska republiken [4] för att skydda liv och egendom under en revolt, och USA fruktar att de revolutionära styrkorna kontrolleras av kommunister [13].

### Maj
- 12 maj

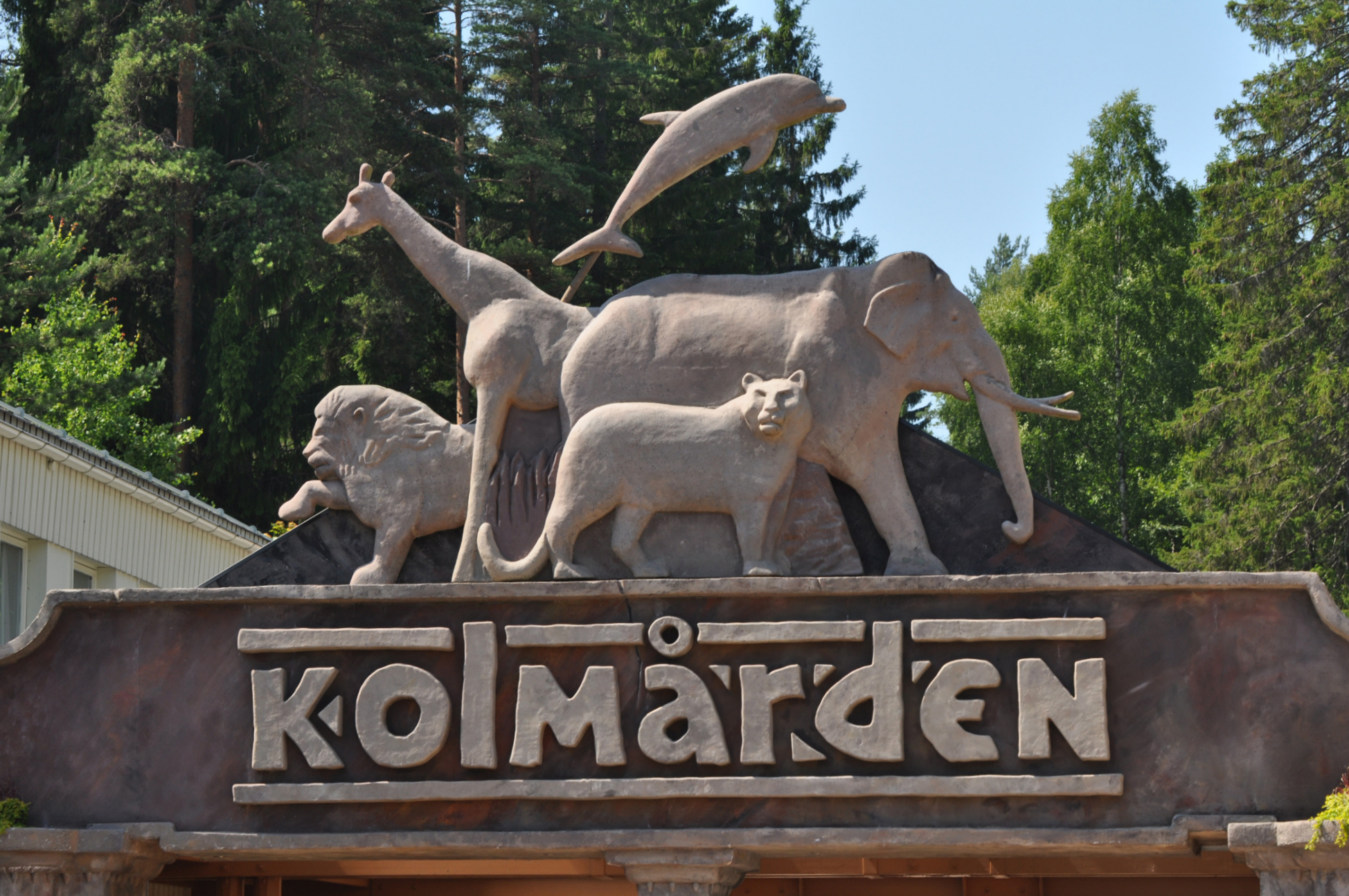
Kolmårdens djurpark invigs.

  - 20 000–30 000 personer omkommer vid en cyklon i Östpakistan [14].
  - Västtyskland och Israel etablerar diplomatiska förbindelser.[2]
  - Sovjets senaste rymdskott "Lunik 5" landar på månen; dock ej med avsedd mjuklandning.[2]
  - Författaren Willy Kyrklund tilldelas De Nios stora pris.[2]
- 14 maj – Kina utför sin andra provsprängning av atombomber [12].
- 19 maj – Den svenska riksdagen beslutar om förhandlingsrätt för stats- och kommunaltjänstemän. Statens avtalsverk inrättas [9].
- 20 maj
  - 119 personer omkommer då ett pakistanskt trafikflygplan störtar nära Kairo, Egypten [6]. (121 personer enligt källa[2])
  - Picasso skänker 4 stora betongskulpturer till Moderna museet i Stockholm.[2]
- 21 maj – Tore Gullstrand tilldelas Thulinmedaljen i guld.
- 22 maj – En extrastyrka på 100 poliser måste inkallas för att hejda buslivet bland de raggare som samlats vid motortävlingar i Karlskoga.[2]
- 27 maj – Kolmårdens djurpark utanför Norrköping invigs och de många exotiska djuren visas upp i Kolmårdsnaturen för första gången [9].
- 31 maj – En svensk expertgrupp bedömer både cigarettrökning och luftföroreningar som klara cancerrisker.[2]

### Juni
- 1 juni

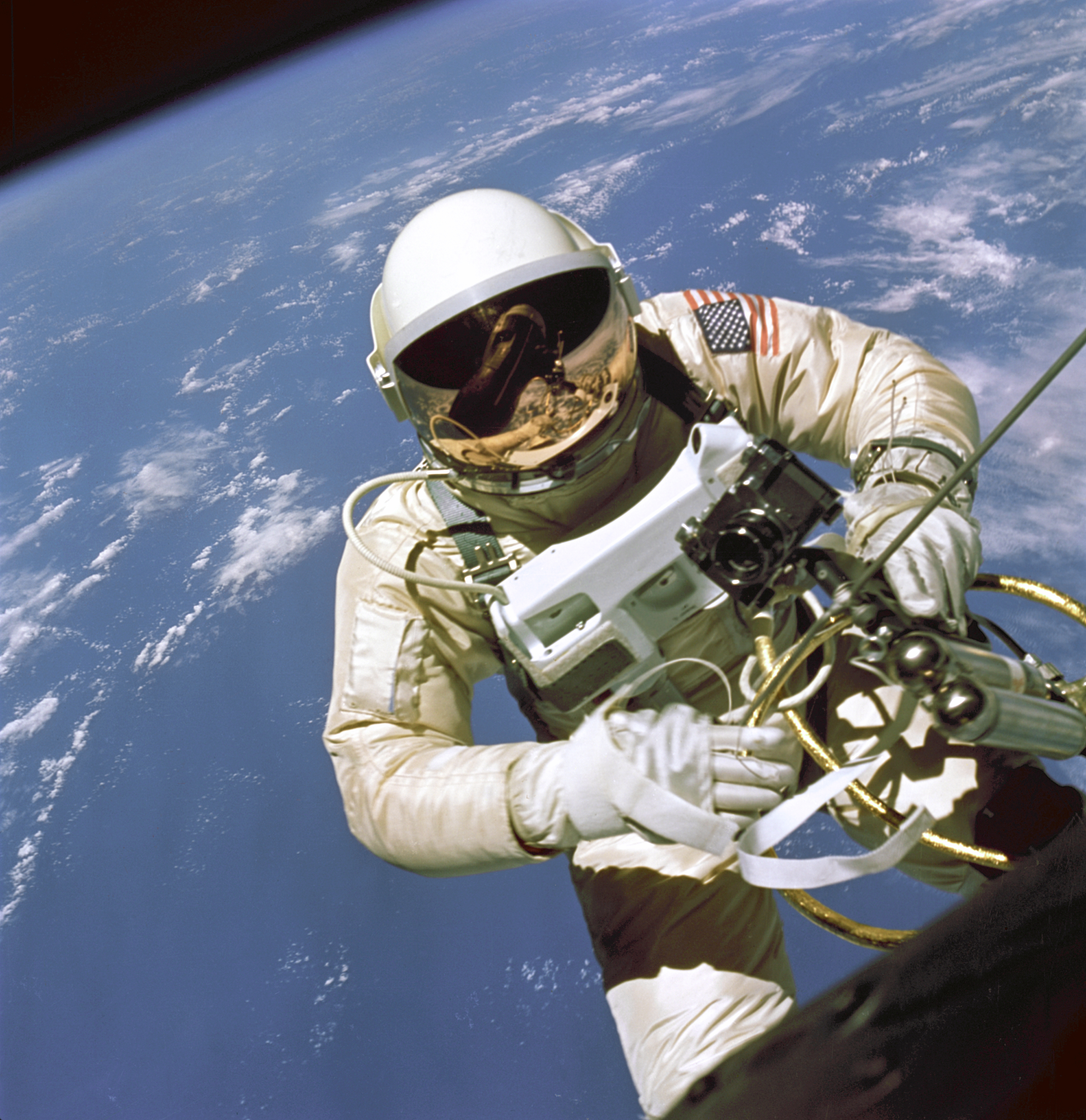
Edward H. White blir den första amerikanen att göra en rymdpromenad.

  - Partisekreteraren och riksdagsledamoten Yngve Holmberg efterträder Gunnar Heckscher som högerledare i Sverige [1].
  - 237 personer omkommer vid en gruvolycka i Japan.[2]
- 3 juni – Astronauten Edward White blir den första amerikanen som genomför en rymdpromenad.[2]
- 4 juni – Kulturreservatet Wadköping invigs av kung Gustaf VI Adolf i Örebro. Samtidigt invigs Jubileumsutställningen Örebro 700 år.
- 13 juni – Floden Donau svämmar över sina bräddar, och vållar stora skador i Österrike, Tjeckoslovakien, Ungern och Jugoslavien [12].
- 14 juni
  - Vid en svensk demonstration mot USA:s krig i Vietnam grips tre personer [9]. Detta kan ses som startskottet för den svenska Vietnamrörelsen.
- 16 juni
  - IKEA:s andra möbelvaruhus i Sverige öppnas vid Kungens kurva i Stockholm [9].
  - USA förstärker sin Vietnamstyrka med sex bataljoner; den uppgår därmed till 75 000 man.[2]
- 19 juni – Algeriets president Ben Bella störtas, och försvarsministern och arméchefen Houari Boumedienne tar makten [4].

### Juli
- 1 juli – Sida tar över det svenska U-landsbiståndet från Nämnden för internationellt bistånd som har fått mycket kritik [9].
- 13 juli – Amerikanske presidenten Lyndon Johnson beslutar att USA skall sätta in marktrupper mot FNL [1].
- 14 juli – ASEA får sin dittills största order när ett atomkraftverk beställs till Simpevarp i Oskarshamn [9]. Värdet på ordern är 320 miljoner kronor.[2]
- 15 juli
  - Amerikanska rymdsonden Mariner 4 skickar de första närbilderna av planeten Mars till jorden [1].
  - Greklands premiärminister George Papandreou avgår efter stormigt möte med Kung Konstantin.[2]
- 16 juli – Vägtunneln under Mont Blanc i Alperna öppnas för trafik efter flera års bygge [1], och är över elva kilometer lång [7].
- 28 juli – USA har 125 000 soldater i Sydvietnam [4].
- 29 juli
  - Sveriges enda olösta massförsvinnande, Dahlsjöfallet, inträffar i Göteborg, då tre unga män med bil försvinner för alltid.
  - De svenska konstnärerna Evert Lundquist och Ebba Reutercronas son Hübner "Hymne" Lundqvist försvinner i Göteborg på väg till konstskolan Gerlesborg i Bohuslän, se Evert Lundquists familj.
  - Grodmansklädda rånare genomför en dramatisk kupp mot ett av Skandinaviska bankens kontor i Göteborg. Rånarna försvinner simmande i Säveån.(Grodmansrånet). Bytet blev 18 000 kronor.[2]

### Augusti

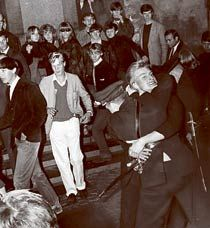
Hötorgskravallerna 1965.

- Augusti – 33 personer dödas vid upplopp bland svarta i stadsdelen Watts i Los Angeles.[7]
- 2 augusti – Krig om Kashmir utbryter mellan Indien och Pakistan.[4]
- 4 augusti
  - Cooköarna erhåller självstyre, i fri association med Nya Zeeland.[15]
- 18 augusti – Sveriges utrikesminister Torsten Nilsson håller tal och kritiserar USA:s krigföring i Indokina och framhåller Nordvietnams rätt till nationellt oberoende.[3]
- 21 augusti
  - De så kallade Hötorgskravallerna utbryter i Stockholm då tusentals unga så kallade mods slår sönder fönster och slåss med polisen.[9] Modsen är långhåriga och klädda i amerikanska arméjackor.[3]
  - Rymdkapseln Gemini-5 sänds upp från Cape Kennedy med två män ombord. Ett tekniskt fel förkortar rymdfärden.[2]

### September
- 2 september

Indo-pakistanska kriget 1965.

  - Kinas försvarsminister Lin Piao uppmanar till ett "folkets krig över hela världen mot USA" [7].
  - Karl-Birger Blomdahls opera "Herr von Hancken" har världspremiär i Stockholm.[2]
- 17 september
  - Umeå universitet invigs [1]. Det är Sveriges femte universitet och det första i Norrland [3].
  - AB Astra i Södertälje stäms av en neurosedynskadad pojke i det första målet om neurosedynskadorna.[2]
- 23 september
  - Kriget om Kashmir som utbrutit mellan Indien och Pakistan är slut [4].
  - En sekreterare vid norska säkerhetstjänsten häktas för avancerat spioneri.[2]
- 30 september – 30 septemberrörelsen försöker avvärja Suhartos CIA-understödda statskupp i Indonesien

### Oktober
- 1 oktober – Mellanöl med en alkoholhalt på 3,6 % börjar säljas i svenska livsmedelsbutiker [1] och blir succé, särskilt bland ungdomar [9].
- 7 oktober – Den svenske fotografen Lennart Nilsson ger ut fotoboken Ett barn blir till, som skildrar fostrets utveckling innan födseln [3], som väcker internationell uppmärksamhet [9].

### November

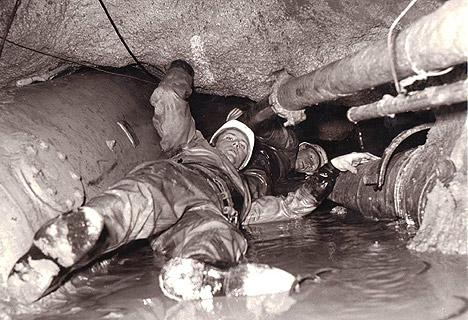
Stora tunnelraset.

- 9 november – Två nattarbetare blir instängda i en bergtunnel vid Skanstull på Söder i Stockholm.

.
- 11 november
  - Rhodesias premiärminister Ian Smith utropar ensidigt Rhodesia som självständigt från Storbritannien [7].
  - Besked att de instängda arbetarna i tunneln i Skanstull lever kommer efter borrningar [16].
- 14 november – De instängda arbetarna i tunneln i Skanstull räddas[16].
- 13 november – 90 personer omkommer då kryssningsfartyget SS Yarmouth Castle eldhärjas och sjunker nordöst om Nassau [6].
- 22 november – Sverige avbryter handelsförbindelserna med Rhodesia [17].
- 23 november – Giftnämnden förbjuder de kvicksilverpreparat som används som betningsmedel i det svenska jordbruket [9].
- 25 november – Olof Palme tillträder som Sveriges kommunikationsminister.
- 27 november – 112 personer omkommer då ett charterflygplan störtar nära Salt Lake City, Utah, USA [6].

### December

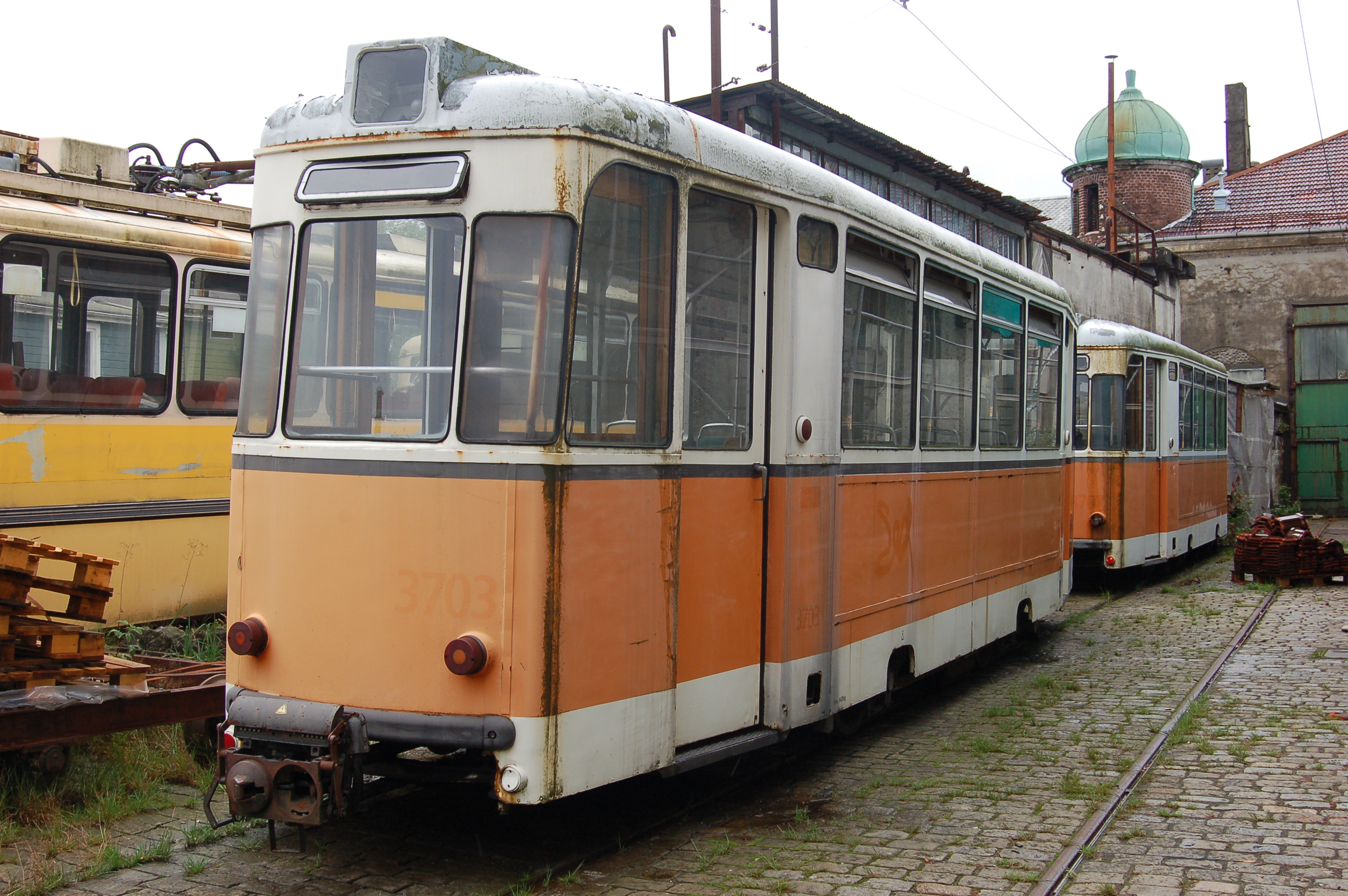
Bergens gamla spårväg.

- 5 december – Kina och Nordvietnam träffar avtal om militär hjälp [4].
- 8 december – Filmmusikalen Sound of Music med Julie Andrews har svensk premiär [7].
- 13 december – Drottning Kristinas grav i Peterskyrkan i Rom öppnas, för att man ska göra en avgjutning av hennes dödsmask. Sveriges Television filmar öppnandet.
- 14 december
  - Den svenska försäljningen av bantningsmedlet Preludin stoppas efter larm om att det används som narkotika [7].
  - Arne Geijer meddelar att Stockholms-Tidningen läggs ner den 1 april 1966 [18].
- 15 december
  - För första gången möts två bemannade rymdkapslar i bana runt jorden, amerikanska Gemini 6 och Gemini 7 [1].
  - En process inleds mot läkemedelsföretaget Astra i Södertälje, sedan ett hundratal svenska kvinnor fött missbildade barn efter att ha ätit Neurosedyn under graviditeten. Neurosedyn är det svenska handelsnamnet på det lugnande läkemedlet talidomid, som kan ge fosterskador. Henning Sjöström företräder barnen i processen [3].
- 26 december – Hasse & Tages film Att angöra en brygga har premiär [9].
- 31 december – Bergens spårvägar läggs ner.[19]
- December – Den svenska regeringens proposition om press- och partistöd antas av riksdagen.

### Okänt datum
- Örebro firar 700-årsjubileum som stad.
- Maj Sjöwall och Per Wahlöö ger ut Roseanna, den första av tio polisromaner med Martin Beck som huvudperson [7].
- En delegation tillsätts för att utarbeta ett gemensamt program för de svenska mittenpartierna.
- Den svenska riksdagen fattar beslut om avgiftsfri undervisning i svenska för vuxna invandrare. Studieförbunden får i uppdrag att organisera verksamheten.
- Svenska Arbetsmarknadsstyrelsen öppnar informationskontor i Belgrad i Jugoslavien för att underlätta rekryteringen av arbetskraft.
- Den svenska riksdagen inför krav på arbetstillstånd för arbetskraftsinvandrare.
- Nils Alwall uppfinner den konstgjorda njuren.
- I USA startar preschoolprogrammet "Head Start".
- I Sverige är vargen nästan utrotad, och fridlyses på ett år [9].
- Den svenska industritillväxten kulminerar runt denna tid [20].
- Trädgårdsföreningens restaurang i Göteborg brinner ner till grunden [21].

## Födda

### Första kvartalet

#### Januari
- 1 januari
  - Ola Alterå, svensk centerpartistisk politiker.
  - John Sullivan, amerikansk republikansk politiker.
- 4 januari
  - Julia Ormond, brittisk skådespelare.
  - Yvan Attal, israelisk skådespelare.
- 5 januari
  - Patrik Sjöberg, svensk friidrottare, höjdhoppare.
  - Steven Cojocaru, amerikansk TV-personlighet.
  - Vinnie Jones, brittisk skådespelare.
- 8 januari – Anne Louhelainen, finländsk politiker.
- 9 januari – Joely Richardson, brittisk skådespelare.
- 11 januari – Fredrik Hammar, svensk skådespelare, musiker och sångare.
- 13 januari – Jon Rekdal, svensk kompositör och ljudtekniker.
- 14 januari – Sjamil Basajev, terrorist.
- 15 januari – Thomas Blomqvist, finländsk politiker.
- 18 januari
  - Charles Berglund, svensk ishockeyspelare och ishockeytränare.
  - Anders Bohman, svensk filmproducent och fotograf.
- 19 januari – Peter Lindgren, svensk journalist.
- 20 januari – Greg K., amerikansk musiker, medlem i The Offspring.
- 21 januari
  - Jason Mizell, amerikansk Rap-artist, varit med i Run–D.M.C.
  - Robert del Naja, brittisk musiker och författare.
- 22 januari – Diane Lane, amerikansk skådespelare.
- 23 januari – Allan Klynne, svensk författare.
- 25 januari – Esa Tikkanen, finländsk ishockeyspelare.
- 26 januari
  - Kevin McCarthy, amerikansk republikansk politiker.
  - Thomas Östros, svensk socialdemokratisk politiker, statsråd 1996–2006.
- 27 januari – Alan Cumming, brittisk skådespelare.
- 29 januari
  - Richard Carlsohn, svensk musikalartist och skådespelare.
  - Dominik Hašek, tjeckisk ishockeyspelare (målvakt).
- 31 januari – Guido Marini, romersk-katolsk präst, påvlig ceremonimästare.

#### Februari
- 1 februari
  - Brandon Lee, amerikansk skådespelare. (död 1993)
  - Petra Nielsen, svensk skådespelare, sångerska och musikalartist.
  - Stéphanie av Monaco, monegaskisk prinsessa.
- 3 februari – Marjo Matikainen-Kallström, finländsk längdskidåkare och politiker (Samlingspartiet).
- 4 februari – Anna Helena Bergendal, svensk skådespelare.
- 5 februari – Gheorghe Hagi, rumänsk fotbollsspelare.
- 6 februari – Jan Svěrák, tjeckisk regissör och producent.
- 7 februari – Chris Rock, amerikansk skådespelare.
- 8 februari – Mathilda May, fransk skådespelare.
- 16 februari – Dave Lombardo, amerikansk musiker, trumslagare i Slayer.
- 17 februari
  - Michael Bay, amerikansk regissör och filmproducent.
  - Kjetil Granli, trumslagare och sångare i dansbandet Streaplers.
- 19 februari
  - Hasse Carlsson, svensk sångare.
  - Michael Westphal, tysk tennisspelare.
- 24 februari – Kristin Davis, amerikansk skådespelare.
- 25 februari – Sylvie Guillem, fransk ballerina.

#### Mars
- 1 mars – Chris Eigeman, amerikansk skådespelare.
- 3 mars – Johannes Runeborg, svensk animatör, filmcensor, copywriter, filmjournalist och regissör.
- 5 mars – Johnny Ekström, svensk fotbollsspelare.
- 7 mars
  - Cameron Daddo, australisk skådespelare.
  - Jesper Parnevik, svensk golfspelare.
- 9 mars – Vito Fossella, amerikansk republikansk politiker.
- 11 mars – Jesse Jackson Jr., amerikansk demokratisk politiker.
- 14 mars
  - Aamir Khan, indisk skådespelare, filmproducent och manusförfattare.
  - Dan Malmer, svensk skådespelare, musikalartist och koreograf.
- 16 mars – Ulf Malmros, svensk regissör, manusförfattare och klippare.
- 24 mars – Mark Calaway, The Undertaker, amerikansk fribrottare.
- 25 mars
  - Sarah Jessica Parker, amerikansk skådespelare.
  - Per Edmund Mordt, norsk fotbollsspelare.

### Andra kvartalet

#### April
- 1 april
  - Tomas Alfredson, svensk regissör.
  - Tiggy Legge-Bourke, brittisk barnflicka i Storbritanniens kungliga familj 1993–1999.
- 4 april – Robert Downey, Jr., amerikansk skådespelare.
- 5 april – Mike McCready, amerikansk musiker, gitarrist i Pearl Jam.
- 8 april – Jonas Lundh, svensk konstnär.
- 9 april
  - Paulina Porizkova, tjeckisk-amerikansk supermodell.
  - Helen Alfredsson, svensk golfspelare.
- 10 april – Jörgen Lennartsson, svensk fotbollstränare
- 16 april – Jon Cryer, amerikansk skådespelare.
- 17 april – William Mapother, amerikansk skådespelare.
- 19 april – Suge Knight, amerikansk rap-artist.
- 20 april – Måns Herngren, svensk skådespelare och regissör.
- 21 april – Kari Kulmala, finländsk politiker.
- 29 april – Boel Werner, svensk författare och illustratör.

#### Maj
- 1 maj – Figge Norling, svensk skådespelare och teaterregissör.
- 3 maj – Thodoris Atheridis, grekisk skådespelare.
- 7 maj – Gigi Hamilton, svensk sångerska i popgruppen Style.
- 13 maj – Tasmin Little, brittisk violinist.
- 14 maj – Erik Paulsen, amerikansk republikansk politiker, kongressledamot 2009–2019.
- 16 maj
  - Mehmet Murat İldan, turkisk författare och dramatiker.
  - Krist Novoselic, amerikansk musiker, basist i Nirvana.
- 17 maj – Trent Reznor, amerikansk musiker, kreativ kraft i bandet Nine Inch Nails.
- 20 maj – Ted Allen, amerikansk kock och programledare i TV.
- 24 maj – John C. Reilly, amerikansk skådespelare.
- 25 maj – Roef Ragas, nederländsk skådespelare.
- 27 maj
  - Todd Bridges, amerikansk skådespelare.
  - Helene Odenjung, svensk politiker, Liberalerna.
- 29 maj – Matthew Porretta, amerikansk skådespelare.
- 31 maj – Brooke Shields, amerikansk skådespelare.

#### Juni
- 2 juni – Anna Lindholm, svensk skådespelare.
- 3 juni
  - Jonathan Djanogly, brittisk parlamentsledamot för Conservative Party 2001–2024.
  - Peter Mattei, svensk operasångare (baryton).
- 10 juni
  - Veronica Ferres, tysk skådespelare.
  - Elizabeth Hurley, brittisk fotomodell och skådespelare.
- 13 juni – Juha Valjakkala, finsk mördare.
- 15 juni
  - Rick Larsen, amerikansk demokratisk politiker, kongressledamot 2001–.
  - Adam Smith, amerikansk demokratisk politiker, kongressledamot 1997–.
- 19 juni
  - Per Svensson, svensk skådespelare.
  - Ulrika Nilsson, svensk journalist och nyhetsankare.
- 22 juni – Richard Turpin, svensk skådespelare och teaterregissör.
- 26 juni – Karin Prien, tysk politiker.

### Tredje kvartalet

#### Juli
- 1 juli – Harald Zwart, norsk regissör och manusförfattare.
- 3 juli
  - Connie Nielsen, dansk skådespelare.
  - Tommy Flanagan, brittisk skådespelare.
- 4 juli – Gerardo Hernández, kuban, en av Miami Five.
- 8 juli
  - Lee Tergesen, amerikansk skådespelare.
  - Niclas Wahlgren, svensk skådespelare.
- 15 juli – Alistair Carmichael, brittisk parlamentsledamot (liberaldemokrat) från 2001.
- 16 juli
  - Bente Hjelm, svensk radiopratare, låtskrivare, sångerska, skådespelare och ståuppkomiker.
  - Louise Epstein, svensk radiopersonlighet.
- 18 juli – Steve Webb, brittisk parlamentsledamot för Liberal Democrats från 1997.
- 21 juli – Jovy Marcelo, filippinsk racerförare.
- 22 juli – Robert Aderholt, amerikansk republikansk politiker.
- 23 juli – Saul Hudson, Slash, brittisk musiker, gitarrist i Velvet Revolver och Guns N' Roses.
- 24 juli – Paul Ben-Victor, amerikansk skådespelare.
- 25 juli – Illeana Douglas, amerikansk skådespelare.
- 27 juli – Marina Schiptjenko, svensk gallerist och musiker.
- 31 juli – J.K. Rowling, engelsk författare av Harry Potter-böckerna.

#### Augusti
- 1 augusti – Sam Mendes, brittisk filmregissör och filmproducent.
- 4 augusti – Fredrik Reinfeldt, svensk politiker, partiledare för Moderaterna 2003–2015, Sveriges statsminister 2006–2014.
- 5 augusti – Scott William Winters, amerikansk skådespelare.
- 6 augusti – Jeremy Ratchford, kanadensisk skådespelare.
- 12 augusti – Kathrine Narducci, amerikansk skådespelare.
- 14 augusti – Emmanuelle Béart, fransk skådespelare.
- 19 augusti – Kyra Sedgwick, amerikansk skådespelare.
- 22 augusti – Thad McCotter, amerikansk republikansk politiker.
- 28 augusti
  - Satoshi Tajiri, japansk speldesigner.
  - Amanda Tapping, kanadensisk-brittisk skådespelare, känd från TV-serien Stargate SG-1.
  - Shania Twain, kanadensisk sångerska.
- 29 augusti
  - Peter Andersson, svensk ishockeyspelare.
  - Ella Lemhagen, svensk regissör.

#### September
- 2 september – Lennox Lewis, brittisk boxare.
- 3 september – Charlie Sheen, amerikansk skådespelare.
- 4 september – Mikael Jansson, svensk politiker, partiledare för Sverigedemokraterna 1995–2005, riksdagsledamot 2010–2018.
- 11 september
  - Bashar al-Assad, Syriens president 2000–2024.
  - Bob Good, amerikansk republikansk politiker, kongressledamot 2021–2025.
  - Moby, amerikansk technomusiker.
- 14 september – Johan Pråmell, svensk artistagent och tv-producent.
- 17 september – Kyle Chandler, amerikansk skådespelare.
- 18 september – Tone Norum, svensk sångerska och låtskrivare.
- 19 september
  - Sara Kadefors, svensk författare, journalist och programledare.
  - Sunita Williams, amerikansk astronaut.
- 21 september
  - Lars Eriksson, svensk fotbollsmålvakt.
  - David Wenham, australisk skådespelare.
- 24 september
  - Anders Limpar, svensk fotbollsspelare.
  - Marlee Matlin, amerikansk skådespelare.
- 25 september – Pia Hansen, svensk sportskytt.

### Fjärde kvartalet

#### Oktober
- 1 oktober – Irma Schultz, svensk sångerska och skådespelare.
- 2 oktober – Ferhan och Ferzan Önder, turkisk-österrikiska tvillingar och pianister.
- 3 oktober – Jan-Ove Waldner, svensk bordtennisspelare.
- 5 oktober
  - Mario Lemieux, kanadensisk ishockeyspelare.
  - Ellinor Persson, svensk programledare i TV.
  - Sylvia Rauan, svensk skådespelare.
  - Patrick Roy, kanadensisk ishockeyspelare.
- 7 oktober
  - Marco Apicella, italiensk racerförare.
  - Dr. Gunni, isländsk musiker, poet och journalist.
- 8 oktober – Peter Greene, amerikansk skådespelare.
- 10 oktober – Steve Scalise, amerikansk republikansk politiker.
- 11 oktober
  - Sean Patrick Flanery, amerikansk skådespelare.
  - Luke Perry, amerikansk skådespelare.
- 13 oktober
  - Kristina Humle, svensk regissör, manusförfattare och filmproducent.
  - Peter Kondrup, svensk meteorolog.
- 14 oktober
  - Steve Coogan, brittisk skådespelare.
  - Karyn White, amerikansk sångerska.
- 16 oktober – Ann Eleonora Jørgensen, dansk skådespelare.
- 17 oktober – Henrik Pontén, svensk jurist och fäktare.
- 26 oktober – Åsa Waldau, känd som "Kristi brud" i Knutbydramat.
- 28 oktober – Jami Gertz, amerikansk skådespelare.
- 29 oktober – Eddy Huntington, brittisk sångare och lärare.

#### November
- 1 november
  - Anders Jansson, svensk sångare och låtskrivare, känd som sångare i coverbandet "Bulldog".
  - Patrik Ringborg, svensk dirigent.
- 2 november – Shahrukh Khan, indisk skådespelare.
- 5 november – Famke Janssen, nederländsk skådespelare och fotomodell.
- 6 november
  - Peter Rätz, svensk infiltratör.
  - Arkie Whiteley, australisk skådespelare.
- 8 november – Robert T. Morris, amerikansk programmerare och professor, skapare av Morrismasken.
- 10 november – Eddie Irvine, brittisk racerförare.
- 11 november – Adel Khamis, qatarisk fotbollsspelare.
- 12 november – Filippa Knutsson, svensk modedesigner och företagare, Filippa K.
- 18 november – Ann Lee, svensk dansare.
- 21 november
  - Björk, (Björk Guðmundsdóttir), isländsk musiker.
  - Reggie Lewis, amerikansk basketspelare.
- 22 november – Mads Mikkelsen, dansk skådespelare.
- 25 november
  - Pierre Tafvelin, svensk skådespelare.
  - Dougray Scott, brittisk skådespelare.
- 29 november – Joakim Sandgren, svensk tonsättare.
- 30 november – Ben Stiller, amerikansk skådespelare.

#### December
- 5 december – Anne-Mari Virolainen, finländsk samlingspartistisk politiker.
- 8 december – Zemya Hamilton, svensk sångerska, medlem i Clubland.
- 9 december – Madeleine Westin, svensk meteorolog, TV-programledare och författare.
- 15 december – Kimberly Donley, amerikansk fotomodell och skådespelare.
- 18 december – Shawn Christian, amerikansk skådespelare.
- 23 december
  - Gunilla Johansson, svensk skådespelare.
  - Bobby Schayer, amerikansk musiker, trummis i Bad Religion 1991–2001.
- 25 december
  - Ed Davey, brittisk parlamentsledamot för Liberaldemokraterna från 1997.
  - Kajsa Ingemarsson, svensk skådespelare och manusförfattare.
- 28 december – Goldie, brittisk musiker.
- 29 december
  - Dexter Holland, amerikansk musiker, medgrundare av The Offspring.
  - Kristian Lima de Faria, svensk skådespelare.
  - Peter Moore Smith, amerikansk författare.
- 31 december – Li Gong, kinesisk skådespelare.

## Avlidna

### Första kvartalet

#### Januari
- 4 januari – T.S. Eliot, 76, amerikansk författare.
- 9 januari – Karl-Ewert Christenson, 76, svensk skådespelare och sångtextförfattare.
- 10 januari – Frederick Fleet, 77, brittisk besättningsman ombord på Titanic.
- 14 januari – Jeanette MacDonald, 61, amerikansk skådespelare.
- 20 januari – Alan Freed, 43, amerikansk discjockey och radioman.
- 21 januari – Dixie Bibb Graves, 82, amerikansk demokratisk politiker, senator 1937–1938.
- 23 januari – Elisabeth av Bayern, 88, drottning av Belgien.
- 24 januari
  - Winston Churchill, 90, brittisk politiker, premiärminister 1940–1945 och 1951–1955.[1].
  - Petrus Lande, 67 svensk militär.
- 27 januari – C. Douglass Buck, 74, amerikansk republikansk politiker, guvernör i Delaware 1929–1937, senator 1943–1949.

#### Februari
- 5 februari – Irving Bacon, 71, amerikansk skådespelare.
- 15 februari – Nat King Cole, 45, amerikansk musiker.
- 21 februari – Malcolm X, 39, afroamerikansk nationalist och ledare för svarta muslimer, mördad under ett möte i New York[1] (Harlem[7]).
- 23 februari – Stan Laurel, 74, brittisk skådespelare.

#### Mars
- 6 mars – Herbert Morrison, 77, brittisk politiker.
- 7 mars – Louise Mountbatten, 75, drottning av Sverige sedan 1950 (död på Sankt Görans sjukhus)[1], gift med Gustaf VI Adolf.
- 21 mars – Oscar Rydqvist, 71, svensk journalist, författare, dramatiker, manusförfattare och regissör.
- 23 mars – Holger Höglund, 58, svensk skådespelare och manusförfattare.
- 24 mars – Viola Liuzzo, 39, amerikansk medborgarrättsaktivist.
- 26 mars – Olof Sandborg, 80, svensk skådespelare och teaterregissör.
- 29 mars – Gösta Adrian-Nilsson, 80, svensk konstnär, målare.

### Andra kvartalet

#### April
- 2 april
  - Walter Henry Barling, 75, brittisk flygpionjär och konstruktör.
  - Nils Kihlberg, 49, svensk skådespelare, sångare och teaterregissör.
- 8 april – Lars Hanson, 78, svensk skådespelare.
- 12 april – Olle Björling, 55, svensk konsertsångare (tenor).
- 18 april – Olin D. Johnston, 68, amerikansk demokratisk politiker, senator 1945–1965.
- 19 april – Anna Hillberg, 75, svensk skådespelare.
- 23 april – Knut Burgh, 70, svensk skådespelare.

#### Maj
- 1 maj – Spike Jones, 53, amerikansk musiker.
- 20 maj – Åke Söderblom, 55, svensk skådespelare.
- 21 maj – Geoffrey de Havilland, 82, brittisk flygpionjär och konstruktör.

#### Juni
- 3 juni
  - Elof Ahrle, 65, svensk regissör och skådespelare.
  - Hjalmar Riiser-Larsen, 74, norsk flygpionjär.
- 5 juni – Wilhelm, 80, svensk prins och dokumentärfilmare.[2]
- 13 juni – Martin Buber, 87, österrikisk judisk religionsfilosof och professor.
- 28 juni – Nils Swedlund, 67, svensk general och överbefälhavare från 1951 till 1961.

### Tredje kvartalet

#### Juli
- 2 juli – Hilma Svedal, 94, svensk guldgrävare och skapare av turistmålet Alaska.
- 7 juli – Moshe Sharett, 70, israelisk premiärminister.
- 14 juli – Adlai Stevenson, 65, amerikansk politiker,
- 19 juli
  - Ingrid Jonker, 31, sydafrikansk författare.
  - Syngman Rhee, 90, sydkoreansk president.
- 23 juli – Ernest S. Brown, 61, amerikansk republikansk politiker, senator 1954.

#### Augusti
- 10 augusti – Erhard Engholm, 81, svensk tulltjänsteman och konstnär.
- 27 augusti
  - Le Corbusier, 77, fransk-schweizisk arkitekt, konstnär och författare.
  - Kurt Haijby, 68, svensk restaurangägare.

#### September
- 4 september – Albert Schweitzer, 90, tysk teolog, bibelforskare, musiker, läkare och missionär, mottagare av Nobels fredspris.
- 11 september – Monica Ekberg, 29, svensk skådespelare.
- 13 september – Axel Slangus, 74, finländsk skådespelare, regissör och manusförfattare.
- 27 september – Clara Bow, 60, amerikansk skådespelare.

### Fjärde kvartalet

#### Oktober
- 7 oktober – Jesse Douglas, 68, amerikansk matematiker, vinnare av Fieldspriset.
- 17 oktober – Anders Henrikson, 69, svensk regissör, manusförfattare och skådespelare.
- 20 oktober – Gösta Bodin, 68, svensk skådespelare och sångare.
- 22 oktober
  - Paul Tillich, 79, tysk protestantisk teolog.
  - Lars Egge, 71, svensk operettsångare, skådespelare och teaterchef.
- 26 oktober – Sylvia Likens, 16, amerikanskt mordoffer.
- 28 oktober – Luigi Amoroso, 79, italiensk nationalekonom.

#### November
- 7 november – Otto Wernicke, 72, tysk skådespelare.
- 8 november – Dorothy Kilgallen, 52, amerikansk journalist.
- 16 november – William Thomas Cosgrave, 85, irländsk politiker.
- 18 november – Henry A. Wallace, 77, amerikansk politiker, vicepresident 1941–1945.
- 22 november – Dipa Nusantara Aidit, 42, indonesisk politiker.
- 26 november – William C. Marland, 47, amerikansk demokratisk politiker, guvernör i West Virginia 1953–1957.

#### December
- 12 december – Halvdan Koht, 92, norsk politiker.
- 16 december – W. Somerset Maugham, 91, brittisk författare.
- 20 december – Frans Hansson i Hönö, 75, svensk fiskare och politiker.
- 27 december – Nils Perne, 60, svensk kompositör, textförfattare och teaterchef.

## Nobelpris[22]
- Fysik
  - Sin-Itiro Tomonaga, Japan
  - Julian Schwinger, USA
  - Richard P Feynman, USA
- Kemi – Robert Woodward, USA
- Medicin
  - François Jacob, Frankrike
  - André Lwoff, Frankrike
  - Jacques Monod, Frankrike
- Litteratur – Michail Sjolochov, Sovjetunionen
- Fred – Unicef – Förenta Nationernas Barnfond

### Fotnoter
1. 1 2 3 4 5 6 7 8 9 10 11 12  20:e århundrades När Var Hur – 1965, Bernt Himmelstedt, Forum, 1999
2. 1 2 3 4 5 6 7 8 9 10 11 12 13 14 15 16 17 18 19 20 21 22 23 24 25 26 27 28 29  Claes Dymling, huvudredaktör Fredrik Strandberg Carl Otto Åsberg Lena Roth, red (1965). När Var Hur 1966 Aktuell årsbok Tjugoandra årgången. När Var Hur. Bokförlaget Forum AB, Stockholm
3. 1 2 3 4 5 6 7  Sverige 1900-talet – 1965, NE, Bra Böcker, 2000
4. 1 2 3 4 5 6 7  Faktakalendern 2000 – 1965 (Utlandet), Semic, 1999
5. ↑  ”Holding history's largest funeral”. BBC News. 8 april 2005. http://news.bbc.co.uk/1/hi/world/europe/4421081.stm. Läst 29 mars 2010.
6. 1 2 3 4 5  Faktakalendern 1996, Semic, 1995
7. 1 2 3 4 5 6 7 8 9  100 år med Aftonbladet – 1965, 1999
8. ↑  ”Sporvejshistorisk Selskab”. Arkiverad från originalet den 9 juni 2007. https://web.archive.org/web/20070609115431/http://www.sporvejsmuseet.dk/2006/shs/start.htm.
9. 1 2 3 4 5 6 7 8 9 10 11 12 13 14 15 16  Hundra år i Sverige – 1965, Hans Dahlberg, Albert Bonniers, 1999
10. ↑  ”Årtal och händelser i Jönköping”. Arkiverad från originalet den 14 augusti 2014. https://web.archive.org/web/20140814062255/http://maltell.se/historia/databas/search/kronologiviewmobil1950.php.
11. ↑  Nycop, Carl-Adam (1976). ”14 ungdomar fann döden i Alperna”. 75 år Sverige. Höganäs: Bra böcker. sid. 194. Libris 166405
12. 1 2 3  Faktakalendern 1997, Semic, 1996
13. ↑  ”USA:s militära insatser i utlandet”. Arkiverad från originalet den 12 oktober 2011. https://www.webcitation.org/62NCLaa95?url=http://www.history.navy.mil/library/online/forces.htm.
14. ↑  Faktakalendern 2006, Semic, 2005
15. ↑  ”Cook Island” (på engelska). World Statesmen. http://www.worldstatesmen.org/Cook_Islands.html.
16. 1 2 3  75 år Sverige, Carl-Adam Nycop, Bra Böcker, 1976, sidan 195 - "Dramatisk räddning av två instängda
17. ↑  Faktakalendern 2000 – 1965 (Sverige), 1999
18. ↑  75 år Sverige, Carl-Adam Nycop, Bra Böcker, 1976, sidan 196 - Stockholms-Tidningen offrades
19. ↑  ”Svenska Spårvägssällskapet”. http://www.sparvagssallskapet.se/atlas/system.php?id=42. Läst 3 april 2011.
20. ↑  Sverige 1900-talet – I industrialismens era, NE, Bra Böcker, 2000
21. ↑  75 år Sverige, Carl-Adam Nycop, Bra Böcker, 1976, sidan 196 - "Trägårn" brann till grunden
22. ↑  ”Nobelpriset”. https://www.nobelprize.org/prizes/lists/all-nobel-prizes/. Läst 10 april 2011.